# 7.ª Armada da Índia (1505)

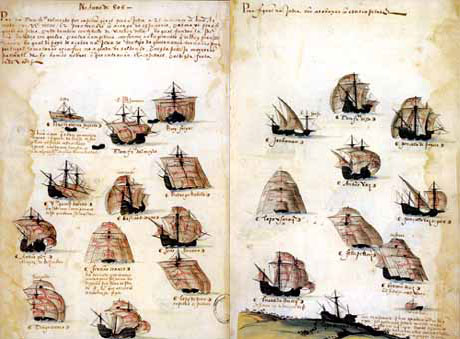
Depiction of the 7th India Armada (Almeida, 1505), from the Memória das Armadas, c.1568

A Sétima Armada da Índia foi enviada em 1505 às índias por ordem do Rei Manuel I de Portugal sob o comando de D. Francisco de Almeida, o primeiro Vice-Rei das Índias. A 7ª Armada visou assegurar o domínio português sobre o oceano índico por meio do estabelecimento de uma série de fortificações - Sofala, Kilwa,  Anjediva, Cannanore - e estabelecer tratados (Kilwa, Mombasa, Onor).

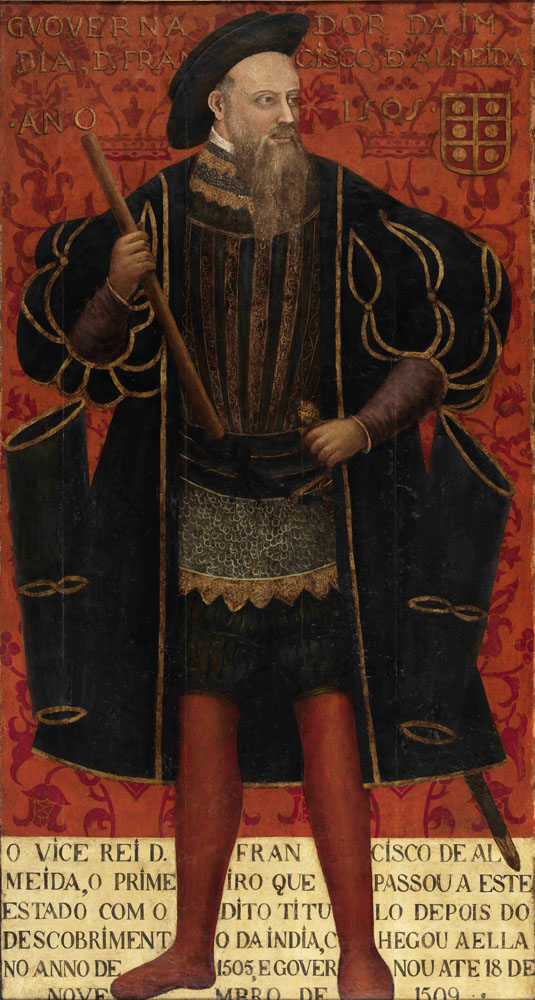
D. Francisco de Almeida